# Puccinia agropyri
Puccinia agropyri ist eine Ständerpilzart aus der Ordnung der Rostpilze (Pucciniales). Der Pilz ist ein Endoparasit von Waldreben und Waldquecken. Symptome des Befalls durch die Art sind gelbe Rostflecken und Pusteln auf den Blattoberflächen der Wirtspflanzen. Das Verbreitungsgebiet umfasst die gemäßigten Zonen der ganzen Welt.

## Merkmale
Puccinia agropyri ist mit bloßem Auge nur anhand der auf der Oberfläche des Wirtes hervortretenden Sporenlager zu erkennen. Sie wachsen in Nestern, die als gelbliche bis braune oder schwärzliche Flecken und Pusteln auf den Blattoberflächen erscheinen.
Das Myzel von Puccinia agropyri wächst wie bei allen Puccinia-Arten interzellulär und bildet Saugfäden, die in das Speichergewebe des Wirtes wachsen. Ihre Pyknien wachsen beidseitig. Die Aecien der Art wachsen in kreisrunde Gruppen und bilden geschwollene Stellen. Sie besitzen stumpfpolyedrische bis kugelige Aecidiosporen von 18–25 × 18–25 µm, die orange und warzig sind. Die Uredien sind länglich. Ihre Uredosporen sind eiförmig bis ellipsoid, 24–32 × 21–23 µm groß, hell bräunlich und stachelwarzig. Die Telien der Art sind länglich und bedeckt. Die Teleutosporen sind zweizellig, keulig geformt und 28–62 × 13–23 µm groß. Sie sind bräunlich, ihre Stiele sind sehr kurz.

## Verbreitung
Puccinia agropyri besitzt ein Verbreitungsgebiet, das sich über die gemäßigten Zonen der Nord- und Südhalbkugel erstreckt.

## Ökologie
Die Wirtspflanzen von Puccinia agropyri sind als Haplont Waldreben (Clematis spp.) sowie Waldquecken (Agropyron spp.) für den Dikaryonten. Der Pilz ernährt sich von den im Speichergewebe der Pflanzen vorhandenen Nährstoffen, seine Sporenlager brechen später durch die Blattoberfläche und setzen Sporen frei. Die Art verfügt über einen Entwicklungszyklus mit Pyknien, Uredien, Telien und Aecidien.